# Кужим Василь Миколайович
Василь Миколайович Кужим (18 грудня 1884, Лубни — 16 вересня 1958, Оберстдорф) — український дипломат. Член першого парламенту Азербайджанської Демократичної Республіки, від української громади. Віце-консул Української Народної Республіки в Азербайджані. Чоловік Єлисавети Скоропадської — дочки гетьмана Павла Скоропадського.

## Життєпис
Народився 18 грудня (31) 1884 року у місті Лубни на Полтавщині. Закінчив Лубенську чоловічу гімназію.
У 1919 році Василь Миколайович, в місті Баку входив до місцевої Української ради і домігся матеріальної допомоги місцевим українцям. Під час епідемії малярії, він домовився про закупівлю ліків (20 фунтів хініну) у Американського комітету допомоги, реально допомагав тисячам етнічних українців, адже ці ліки врятували життя багатьом. Здорових українців він намагався переправити до України.
За сприяння Голови української Надзвичайної місії Івана Красковського, було узгоджено з азербайджанським МЗС 1 січня 1920 року, що виконувати обов'язки Віце-консула Української Народної Республіки в Азербайджані буде Василь Кужим. Віце-консульство УНР розташовувалось у Баку по вулиці Незалежності, 3.
З березня 1920 року перебував у службовому відрядженні в Україні. Він віз дипломатичну пошту, а в МЗС УНР мав отримати кошти на потреби місії. Але повернутись до Баку уже не зміг, бо у квітні Баку захопили більшовики й проголосили утворення Азербайджанської Соціалістичної Радянської Республіки. Тимчасово виконував обов'язки віце-консула УНР в Баку секретар віце-консульства Монтаг. Посаду віце-консула в Баку Василь Кужим обіймав до січня 1921 року, коли українське МЗС завершило службову перевірку щодо нецільового використання грошових коштів у віце-консульстві.
У другій половині 1930-х років редагував друкований орган Скоропадського «Нація в поході». Спочатку журнал виходив у Берліні, а згодом у Празі.
У Берліні Кужим мешкав за адресами: Wrangelstr 10; з 5 квітня 1937 року — Kirchstr, 4; з січня 1941 року — Humboldtstr, 12.
Помер Василь Кужима 17.09.1958 року та похований на кладовищі міста Оберстдорф (нім. Oberstdorf) Баварія. Рядом з ним похована його дружина Єлисавета Павлівна Скоропадська-Кужим (13.12.1899 — 26.02.1976).

## Сім'я
- Брат — Кужим Олексій Миколайович, закінчив юридичний факультет Університету Св. Володимира.
- Дружина — Скоропадська Єлисавета Павлівна (1899—1976)
- Тесть — Скоропадський Павло Петрович (1873—1945)